# Nichole Bloom
 (novembre 2015).
Si vous disposez d'ouvrages ou d'articles de référence ou si vous connaissez des sites web de qualité traitant du thème abordé ici, merci de compléter l'article en donnant les références utiles à sa vérifiabilité et en les liant à la section « Notes et références ».
Pour les articles homonymes, voir Bloom.
Nichole Sakura née Nichole Sakura O'Connor, le 15 décembre 1989, dans le comté de Santa Clara en Californie aux États-Unis est une actrice et mannequin américaine.
Elle joue dans les séries télévisées Shameless (2014-2017) et Superstore (2015-2021).

## Carrière
Elle commence sa carrière en 2010 dans le court métrage indépendant Everyday. L'année suivante en 2011, elle joue dans un autre court métrage Carpool, face à Morgan Pavey et Andy Dulman. 
Elle a acquis une large reconnaissance en 2012 en jouant dans Project X qui fut un succès au box-office. Elle continue la même année avec le film indépendant Model Minority, dans lequel elle joue le rôle principal qui fut son premier. Le film a reçu des critiques positives de la critique et du public. 
Bloom a remporté le Prix spécial du Jury de Meilleure Actrice au 28e Festival du Film de Los Angeles Asie-Pacifique.

## Filmographie

### Cinéma

#### Longs-métrages
- 2012 : Projet X de Nima Nourizadeh : JB's Girl
- 2012 : Model Minority de Lily Mariye : Kaya Tanaka
- 2015 : Man Up de Justin Chon : Kayla
- 2016 : Teenage Cocktail de John Carchietta : Annie Fenton
- 2018 : Lazer Team 2 de Matt Hollum et Daniel Fabelo : Maggie

#### Courts-métrages
- 2010 : Nichole O'Connor
- 2011 : Carpool de Alexander M. White et Sasha Young : Rachel
- 2013 : Kiko in America : elle-même
- 2013 : Full Circle de Justin Chon : Nichole
- 2016 : Guest Appearances de Elizabeth Guest : Riley

### Télévision

#### Téléfilm
- 2015 : Self Promotion de Zach Braff : Winter

#### Séries télévisées
- 2012 : Lazy Me : Lucy
- 2014 : Teen Wolf : Rinko (2 épisodes)
- 2014 : Grey's Anatomy : Leanne (1 épisode)
- 2014-2016 : Shameless : Amanda (11 épisodes)
- 2016 : Guest Appearances : Riley (2 épisodes)
- 2015-2021 : Superstore : Cheyenne
- 2022 : Maggie : Louise
- 2022 : Ghosts : fantômes à la maison : Jessica

### Doublage
- 2015 : Until Dawn : Emily